# Anacampsis hirsutella
Anacampsis hirsutella is een vlinder uit de familie tastermotten (Gelechiidae). De wetenschappelijke naam is voor het eerst geldig gepubliceerd in 1885 door Constant.
De soort komt voor in Europa.